# 桑島 (挪威)
桑島（挪威語：Sandøy）是挪威已撤銷的市镇，曾位於默勒-魯姆斯達爾郡。該市镇存在於1867年至2020年間。